# 総務省総括審議官
総務省大臣官房総括審議官（そうむしょうだいじんかんぼうそうかつしんぎかん）は総務省の官職のひとつである。総務省大臣官房に置かれた局長級の職である。定数は3人。

## 概要
総務省発足と同時に総括審議官のポストが2席設けられた。正規の官房長の出身省庁以外から出され、「裏官房長」と称されている。

## 所掌
総務省組織令（2021年3月31日）
```
第18条 大臣官房に、総括審議官3人、政策立案総括審議官1人、公文書監理官1人（関係のある他の職を占める者をもって充てられるものとする。）、サイバーセキュリティ・情報化審議官1人、地域力創造審議官1人及び審議官14人（うち1人は、関係のある他の職を占める者をもって充てられるものとする。）を置く。
2 総括審議官は、命を受けて、総務省の所掌事務に関する重要事項についての企画及び立案並びに調整に関する事務を総括整理する。
```

## 歴代総括審議官
| 氏名       | 在任期間                                              | 後職 | 担当                                             | 備考                                                                              |
| ---------- | ----------------------------------------------------- | --- | ------------------------------------------------ | --------------------------------------------------------------------------------- |
| 畠中誠二郎 | 2001年（平成13年）1月6日 - 2002年（平成14年）1月8日   | 大臣官房長 |                                                  |                                                                                   |
| 林省吾     | 2001年（平成13年）1月6日 - 2002年（平成14年）1月8日   | 自治財政局長 |                                                  |                                                                                   |
| 平井正夫   | 2002年（平成14年）1月8日 - 2004年（平成16年）1月6日   | 大臣官房長 |                                                  |                                                                                   |
| 板倉敏和   | 2002年（平成14年）1月8日 - 2003年（平成15年）1月17日  | 自治税務局長 |                                                  |                                                                                   |
| 伊藤祐一郎 | 2002年（平成14年）1月8日 - 2004年（平成16年）2月18日  | 退官 | 市町村合併等                                     | 自治大学校長                                                                      |
| 衞藤英達   | 2003年（平成15年）11月4日 - 2005年（平成17年）8月12日 | 統計局長 |                                                  |                                                                                   |
| 大野慎一   | 2004年（平成16年）2月19日 - 2004年（平成16年）7月2日  | 自治大学校長 | 市町村合併等                                     | 自治大学校長                                                                      |
| 荒木慶司   | 2004年（平成16年）7月2日 - 2006年（平成18年）7月21日  | 大臣官房長 | 市町村合併等                                     |                                                                                   |
| 熊谷敏     | 2005年（平成17年）8月12日 - 2006年（平成18年）7月21日 | 行政評価局長 |                                                  |                                                                                   |
| 久保信保   | 2006年（平成18年）7月21日 - 2007年（平成19年）7月6日  | 自治財政局長 | 政策企画                                         |                                                                                   |
| 山川鉄郎   | 2006年（平成18年）7月21日 - 2007年（平成19年）7月10日 | 総合通信基盤局国際部長                                                                                           | 政策評価・広報                                   |                                                                                   |
| 岡崎浩巳   | 2007年（平成19年）7月10日 - 2009年（平成21年）7月14日 | 自治税務局長 | 政策企画                                         |                                                                                   |
| 桜井俊     | 2007年（平成19年）7月10日 - 2008年（平成20年）7月4日  | 総合通信基盤局長                                                                                                 | 政策評価、広報                                   |                                                                                   |
| 田中栄一   | 2008年（平成20年）7月4日 - 2009年（平成21年）7月14日  | 大臣官房総括審議官（広報、政策企画担当）                                                                         | 政策評価、広報                                   |                                                                                   |
| 河内正孝   | 2008年（平成20年）7月4日 - 2010年（平成21年）7月27日  | 退官 | 国際                                             |                                                                                   |
| 福井武弘   | 2009年（平成21年）7月14日 - 2011年（平成23年）8月15日 | 統計局長 | 政策評価                                         |                                                                                   |
| 田中栄一   | 2009年（平成21年）7月14日 - 2010年（平成22年）1月15日 | 大臣官房長 | 広報、政策企画                                   |                                                                                   |
| 大石利雄   | 2010年（平成22年）1月15日 - 2012年（平成24年）9月11日 | 総務審議官（自治行政担当）                                                                                       | 広報、政策企画                                   |                                                                                   |
| 久保田誠之 | 2010年（平成22年）7月27日 - 2013年（平成25年）6月28日 | 退官 | 国際                                             |                                                                                   |
| 吉崎正弘   | 2011年（平成23年）8月15日 - 2012年（平成24年）9月11日 | 情報流通行政局長                                                                                                 | 政策評価                                         |                                                                                   |
| 田口尚文   | 2012年（平成24年）9月11日 - 2013年（平成25年）6月28日 | 退官 | 政策評価、選挙制度、政策企画（副）               |                                                                                   |
| 福岡徹     | 2012年（平成24年）9月11日 - 2013年（平成25年）6月28日 | 情報流通行政局長                                                                                                 | 広報、政策企画（主）                             |                                                                                   |
| 鈴木茂樹   | 2013年（平成25年）6月28日 - 2014年（平成26年）7月22日 | 情報通信国際戦略局長                                                                                             | 広報、政策企画（主）                             |                                                                                   |
| 武井俊幸   | 2013年（平成25年）6月28日 - 2015年（平成27年）7月31日 | 退官 | 国際                                             |                                                                                   |
| 佐々木敦朗 | 2013年（平成25年）7月1日 - 2014年（平成26年）7月22日  | 自治行政局長 （命）自治行政局公務員部長事務取扱                                                                  | 政策評価、政策企画（副）                         |                                                                                   |
| 安田充     | 2014年（平成26年）7月22日 - 2015年（平成27年）7月31日 | 自治財政局長 | 政策評価、政策企画（副）                         |                                                                                   |
| 今林顯一   | 2014年（平成26年）7月22日 - 2015年（平成27年）7月31日 | 情報流通行政局長                                                                                                 | 広報、政策企画（主）                             |                                                                                   |
| 安藤友裕   | 2015年（平成27年）7月31日 - 2016年（平成28年）6月17日 | 内閣官房内閣審議官（内閣官房副長官補付） （命）内閣官房郵政民営化推進室長 （併）内閣官房郵政民営化委員会事務局長 | 広報、政策企画（主）                             |                                                                                   |
| 富永昌彦   | 2015年（平成27年）7月31日 - 2016年（平成28年）6月17日 | 総合通信基盤局長                                                                                                 | 国際                                             |                                                                                   |
| 稲山博司   | 2015年（平成27年）7月31日 - 2016年（平成28年）6月17日 | 大臣官房総括審議官（政策評価、政策企画（副）担当）                                                               | 政策評価、選挙制度、政策企画（副）               |                                                                                   |
| 稲山博司   | 2016年（平成28年）6月17日 - 2017年（平成29年）7月11日 | 大臣官房付 | 政策評価、政策企画（副）                         |                                                                                   |
| 長屋聡     | 2016年（平成28年）6月17日 - 2017年（平成29年）1月24日 | 大臣官房付 （併）内閣官房内閣審議官（内閣官房副長官補付） （命）内閣官房統計改革推進室長                         | 広報、政策企画（主）                             |                                                                                   |
| 武田博之   | 2016年（平成28年）6月17日 - 2017年（平成29年）7月11日 | 大臣官房総括審議官（広報、政策企画（主）担当）                                                                   | 国際、郵政                                       |                                                                                   |
| 三宅俊光   | 2017年（平成29年）1月24日 - 2017年（平成29年）7月11日 | 政策統括官（統計基準、恩給担当）                                                                                 | 広報、政策企画（主）                             |                                                                                   |
| 武田博之   | 2017年（平成29年）7月11日 - 2018年（平成30年）8月1日  | 大臣官房長 | 広報、政策企画（主）                             |                                                                                   |
| 宮地毅     | 2017年（平成29年）7月11日 - 2018年（平成30年）7月20日 | 大臣官房総括審議官（マイナンバー情報連携、政策企画（副）担当）                                                   | マイナンバー情報連携、政策評価、政策企画（副）   |                                                                                   |
| 吉田眞人   | 2017年（平成29年）7月11日 - 2018年（平成30年）7月20日 | 国際戦略局長 | 情報通信                                         |                                                                                   |
| 宮地毅     | 2018年（平成30年）7月20日                             | | マイナンバー情報連携、政策企画（副）             |                                                                                   |
| 安藤英作   | 2018年（平成30年）7月20日 - 2019年（令和元年）7月5日  | 退官 | 情報通信                                         | 内閣官房副長官補付 （命）内閣官房情報通信技術（IT）総合戦略室員                   |
| 山崎俊巳   | 2018年（平成30年）8月1日 - 2019年（令和元年）7月5日   | 退官 | 広報、政策企画（主）                             | 電気通信紛争処理委員会事務局長                                                    |
| 奈良俊哉   | 2019年（令和元年）7月5日 - 2020年（令和2年）7月20日   | 内閣官房内閣審議官（内閣官房副長官補付） （命）内閣官房郵政民営化推進室長 （併）内閣官房郵政民営化委員会事務局長 | 広報、政策企画（主）                             | 電気通信紛争処理委員会事務局長                                                    |
| 秋本芳徳   | 2019年（令和元年）7月5日 - 2020年（令和2年）7月20日   | 情報流通行政局長                                                                                                 | 情報通信                                         | 内閣官房副長官補付 （命）内閣官房情報通信技術（IT）総合戦略室員                   |
| 吉田博史   | 2020年（令和2年）7月20日 - 2021年（令和3年）7月1日    | 情報流通行政局長                                                                                                 | 広報、政策企画（主）                             | 電気通信紛争処理委員会事務局長 情報流通行政局長                                   |
| 竹村晃一   | 2020年（令和2年）7月20日 - 2022年（令和4年）6月28日   | 総合通信基盤局長                                                                                                 | 情報通信                                         | 内閣官房副長官補付（〜2021年7月1日） （命）内閣官房情報通信技術（IT）総合戦略室員 |
| 山野謙     | 2021年（令和3年）7月1日 - 2023年（令和5年）7月7日     | 自治行政局長 | 新型コロナウイルス感染症対策、政策企画（副）     |                                                                                   |
| 鈴木信也   | 2021年（令和3年）7月1日 - 2023年（令和5年）7月7日     | 内閣官房内閣審議官（内閣官房副長官補付） （命）郵政民営化推進室長 （併）郵政民営化委員会事務局長                 | 広報、政策企画（主）                             | 電気通信紛争処理委員会事務局長                                                    |
| 山越伸子   | 2022年（令和4年）6月28日 - 2023年（令和5年）7月7日    | 大臣官房地域力創造審議官                                                                                         | 新型コロナウイルス感染症対策・政策企画 (主) 担当 |                                                                                   |
| 海老原諭   | 2023年（令和5年）7月7日 -                             | | 地方DX推進・政策企画（副）担当                   |                                                                                   |
| 藤野克     | 2023年（令和5年）7月7日 -                             | | 広報・政策企画（主）担当                         |                                                                                   |
| 湯本博信   | 2023年（令和5年）7月7日 -                             | | 情報通信担当                                     |                                                                                   |